# Division II i fotboll 1950/1951
Division II i fotboll 1950/1951 bestod av två serier med 10 lag i varje serie. Det var då Sveriges näst högsta division. Varje serievinnare flyttades direkt upp till Allsvenskan och de två sämsta degraderades till Division III. Det gavs 2 poäng för vinst, 1 poäng för oavgjort och 0 poäng för förlust.

## Serier

### Nordöstra
| Nr | Lag               | S  | V  | O | F  | GM | IM | MS  | P  |
| -- | ----------------- | -- | -- | - | -- | -- | -- | --- | -- |
| 1  | Åtvidabergs FF    | 18 | 11 | 4 | 3  | 57 | 28 | +29 | 26 |
| 2  | Sandvikens IF (U) | 18 | 10 | 5 | 3  | 60 | 29 | +31 | 25 |
| 3  | IF Viken          | 18 | 7  | 7 | 4  | 39 | 28 | +11 | 21 |
| 4  | Hammarby IF (U)   | 18 | 8  | 4 | 6  | 43 | 36 | +7  | 20 |
| 5  | IK City           | 18 | 7  | 3 | 8  | 36 | 36 | 0   | 17 |
| 6  | Sandvikens AIK    | 18 | 6  | 5 | 7  | 41 | 44 | −3  | 17 |
| 7  | IK Brage          | 18 | 6  | 4 | 8  | 30 | 40 | −10 | 16 |
| 8  | Karlstads BIK     | 18 | 6  | 3 | 9  | 27 | 38 | −11 | 15 |
| 9  | Karlskoga IF      | 18 | 6  | 2 | 10 | 26 | 37 | −11 | 14 |
| 10 | Surahammars IF    | 18 | 4  | 1 | 13 | 22 | 55 | −33 | 9  |

Åtvidabergs FF gick upp till Allsvenskan och Karlskoga IF och Surahammars IF flyttades ner till division III. De ersattes av AIK från Allsvenskan och från division III kom Ludvika FFI och Motala AIF.

### Sydvästra
| Nr | Lag                | S  | V  | O | F  | GM | IM | MS  | P  |
| -- | ------------------ | -- | -- | - | -- | -- | -- | --- | -- |
| 1  | IFK Göteborg (N)   | 18 | 12 | 2 | 4  | 47 | 26 | +21 | 26 |
| 2  | IFK Malmö          | 18 | 10 | 4 | 4  | 47 | 25 | +22 | 24 |
| 3  | IS Halmia (N)      | 18 | 10 | 3 | 5  | 35 | 26 | +9  | 23 |
| 4  | Lunds BK (U)       | 18 | 8  | 4 | 6  | 33 | 31 | +2  | 20 |
| 5  | Landskrona BoIS    | 18 | 6  | 6 | 6  | 33 | 32 | +1  | 18 |
| 6  | Norrby IF (U)      | 18 | 7  | 3 | 8  | 23 | 25 | −2  | 17 |
| 7  | Halmstads BK       | 18 | 6  | 5 | 7  | 28 | 34 | −6  | 17 |
| 8  | Höganäs BK         | 18 | 3  | 8 | 7  | 30 | 43 | −13 | 14 |
| 9  | Örgryte IS         | 18 | 5  | 3 | 10 | 25 | 30 | −5  | 13 |
| 10 | Huskvarna Södra IS | 18 | 4  | 0 | 14 | 21 | 50 | −29 | 8  |

IFK Göteborg gick upp till Allsvenskan och Örgryte IS och Huskvarna Södra IS flyttades ner till division III. De ersattes av Kalmar FF från Allsvenskan och från division III kom BK Häcken och Ronneby BK.